# امالاپورام
امالاپورام (به انگلیسی: Amalapuram) یک منطقهٔ مسکونی در هند است که در آندرا پرادش واقع شده‌است.

## خصوصیات
امالاپورام ۱۴۱٬۱۹۴ نفر جمعیت دارد و ۳ متر بالاتر از سطح دریا واقع شده‌است.